# いっかくじゅう座X-1
いっかくじゅう座X-1(Monocerotis X-1、Mon X-1)は、太陽系から約4,700光年離れた場所にある連星である。

## 概要
いっかくじゅう座X-1は、ブラックホールを含む3連星であると考えられている。2022年に約1600光年の距離にあるブラックホールを発見されるまでは、既知のブラックホールの中で最も太陽系に近い位置にあった。
いっかくじゅう座X-1は、主星が太陽の11.0倍の質量を持つブラックホールで、恒星系と連星をなしている。恒星系の片方は恒星であり、太陽の0.5倍の質量を持つK型赤色矮星である。もう片方は暗いため、種類は不明だが恒星ではなくコンパクト星であると考えられており、質量は太陽の3～5倍である。
いっかくじゅう座X-1は、X線を放出するX線新星でもあり、変光星としても登録されている。1917年と1975年に爆発を起こしており、この時、通常放出される量の10万倍のX線を放出している。